# Manfred F. Fischer
Manfred Frithjof Fischer (* 12. Februar 1936 in Ohrdruf) ist ein deutscher Kunsthistoriker und Denkmalpfleger.

## Leben und Wirken
Manfred F. Fischer, geboren in Thüringen als Kind von Erna Fischer, geborene Schlung, und des Ingenieurs Wolfgang Fischer, besuchte ein Gymnasium, studierte Kunstgeschichte, Geschichte und Deutsch bzw. Germanistik zunächst an den Universitäten Erlangen und dann Göttingen, wo er 1962 mit einer Dissertation über Das ehemalige Cisterzienserkloster Heilsbronn bei Ansbach zum Dr. phil.  promoviert wurde. Nach Tätigkeiten 1963 am Reallexikon zur Deutschen Kunstgeschichte in der Bibliothek des Zentralinstituts für Kunstgeschichte in München sowie 1966–1970 als Assistent an der Bibliotheca Hertziana in Rom war er 1970 bis 1972 Konservator in der Bayerischen Schlösser-Verwaltung in München. Manfred Fischer ist evangelisch und heiratete 1969 die promovierte Eva-Maria Krüger. Schwerpunkt seines beruflichen Wirkens war von 1973 bis 1998 die Leitung des Denkmalschutzamtes der Freien und Hansestadt Hamburg. In dieser Funktion war er von 1992 bis 1995 auch Vorsitzender der Vereinigung der Landesdenkmalpfleger in der Bundesrepublik Deutschland.
Seit 1974 lehrte er als Honorarprofessor an der Universität Hamburg. Nach seiner Pensionierung lebte und arbeitete er jahrelang in Bamberg und engagierte sich von dort aus als freier Autor für Denkmalpflege. Im Alter übersiedelte er Anfang der 2020er Jahre nach Göttingen.
Fischer ist seit 1981 Mitglied der Freien Akademie der Künste in Hamburg. 2000 war er Gründungsmitglied und bis 2014 Vorsitzender des Fördervereins der Stiftung zur Bewahrung kirchlicher Baudenkmäler in Deutschland (Stiftung KiBa).
Fischer publizierte zahlreiche Bücher und Aufsätze zur europäischen Bau- und Kunstgeschichte, insbesondere Hamburgs (etwa über Fritz Schumacher), sowie zur Geschichte und Theorie der Denkmalpflege.